# Bogusław Miedziński

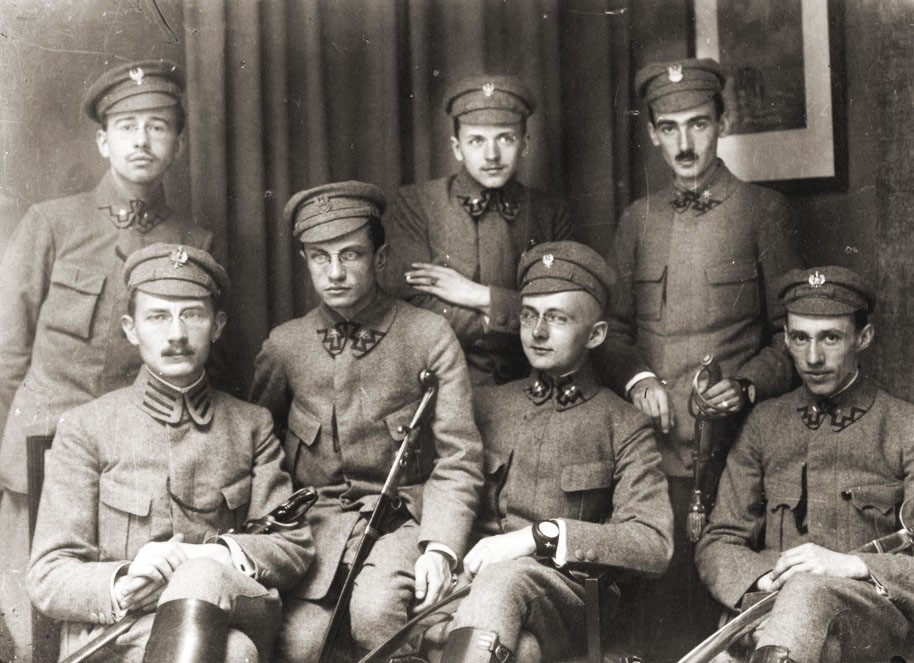
Komenda Naczelna POW w roku 1914. Stoją od lewej: Ppor. Aleksander Tomaszewski, ppor. Marian Zyndram-Kościałkowski, ppor. Wacław Jędrzejewicz. Siedzą od lewej: D. Zawistowski, ppor. Konrad Libicki, por. Tadeusz Żuliński, ppor. Bogusław Miedziński.

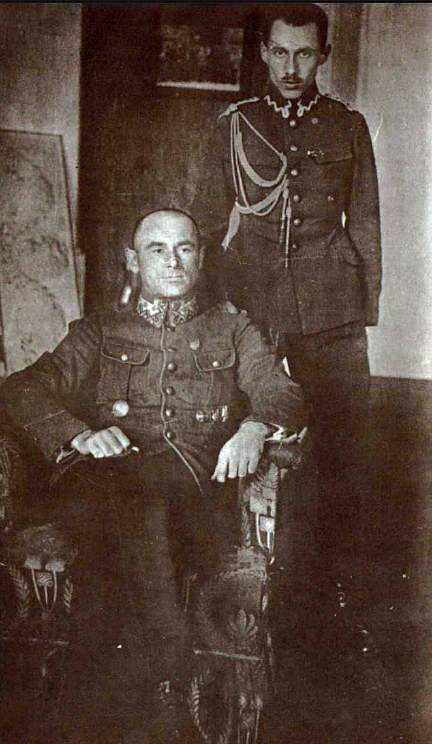
Razem z Edwardem Rydzem-Śmigłym w 1917

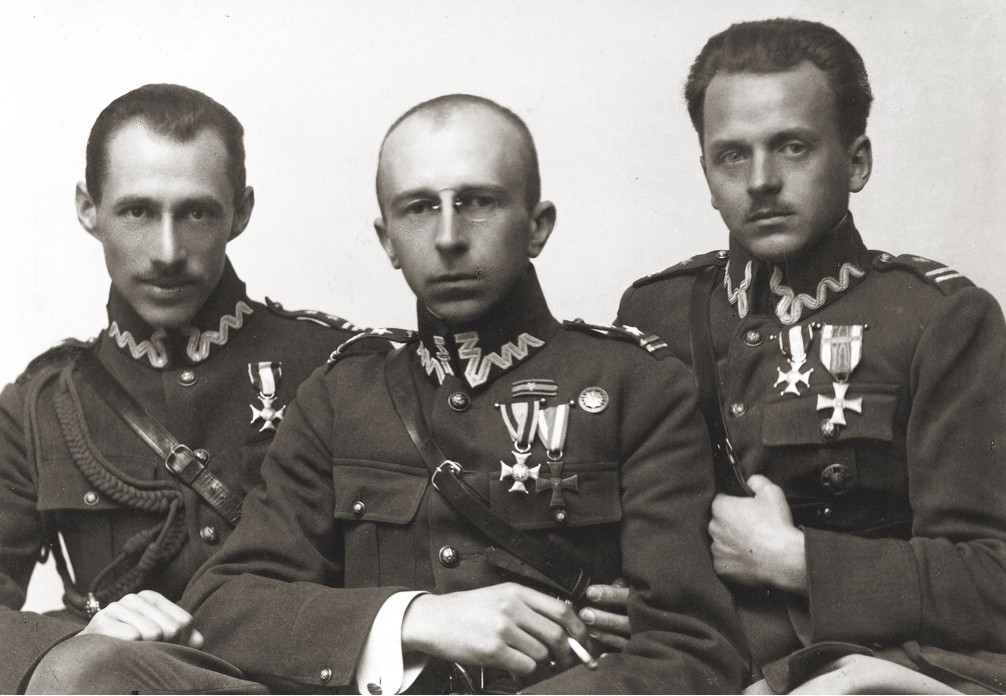
Bogusław Miedziński, Adam Koc i Marian Zyndram-Kościałkowski podczas służby w Wojsku Polskim (1929).

Bogusław Miedziński,  pseud. Bogusław, Andrzej Świtek, Stanisław Zaleski. (ur. 22 marca 1891 w Miastkowie Kościelnym, zm. 8 maja 1972 w Londynie) – podpułkownik piechoty Wojska Polskiego, żołnierz wywiadu wojskowego, polityk i dziennikarz, poseł na Sejm I, II, III i IV kadencji, minister w rządzie Józefa Piłsudskiego i Kazimierza Bartla, wicemarszałek Sejmu, senator V kadencji i Marszałek Senatu II RP, wolnomularz, członek Prezydium Rady Naczelnej Obozu Zjednoczenia Narodowego w 1939 roku, kawaler Orderu Virtuti Militari.

## Życiorys
Był synem Karola, oficjalisty dworskiego, i Sabiny z domu Moczulskiej. Uczył się w Gimnazjum Podlaskim w Siedlcach, gdzie uzyskał maturę w 1909. W latach 1910–1912 studiował na Wydziale Chemii Politechniki Lwowskiej, a w latach 1912–1914 na Studium Rolniczym UJ. Uczestniczył w strajku szkolnym we Lwowie w 1905. Od 1906 uczestniczył w akcjach Organizacji Bojowej PPS w Siedlcach. W 1907 został  przyjęty do PPS – Frakcji Rewolucyjnej. W czasie studiów należał do socjalistycznej organizacji młodzieżowej „Promień”, organizacji „Życie”, „Filarecja” i Bratniej Pomocy. Od 1910 należał do Związku Walki Czynnej i Związku Strzeleckiego.
Po wybuchu I wojny światowej był jednym ze współorganizatorów i dowódców Polskiej Organizacji Wojskowej: do stycznia 1915 stał na czele okręgu siedleckiego POW, od maja do września 1915 był komendantem okręgu warszawskiego POW i członkiem Komendy Naczelnej POW. Pod koniec września 1915 przeniesiony został do służby w I Brygadzie, gdzie najpierw dowodził plutonem w VI batalionie 1 pułku piechoty Legionów, a potem był adiutantem tego batalionu. 1 kwietnia 1916 awansowany został na chorążego. Odkomenderowany do POW 6 czerwca 1916, był adiutantem Komendy Naczelnej POW, wiosną 1917 został II zastępcą adiutanta naczelnego POW w Warszawie, wkrótce potem objął KN POW nr 4, a w lecie wszedł w skład „Organizacji A”. Był pracownikiem Biura Komisji Wojskowej Tymczasowej Rady Stanu. Od lutego do lipca 1918 kierował KN nr 3 POW (tereny Rosji, Białorusi i Ukrainy). W październiku 1918 został referentem politycznym w Sztabie Komendy POW.

### Okres II RP
Brał udział w tworzeniu Tymczasowego Rządu Ludowego Republiki Polskiej w Lublinie w listopadzie 1918, w grudniu został referentem politycznym w Sztabie Dowództwa Okręgu Generalnego „Kielce” w Kielcach, w kwietniu 1919 szefem Sekcji Politycznej Sztabu Generalnego WP. W lipcu 1919 został szefem Departamentu II MSWojsk., a potem Oddziału II Sztabu Generalnego. W październiku 1920 został oficerem do szczególnych poruczeń w gabinecie ministra spraw wojskowych, a 1 stycznia 1922 zastępcą generalnego adiutanta Naczelnego Wodza. Był jednym z najbardziej zaufanych współpracowników Józefa Piłsudskiego, a w latach 1937–1938 Edwarda Śmigłego-Rydza. Jako szef „dwójki” i wiceminister, ppłk Bogusław Miedziński, za przyzwoleniem Piłsudskiego, podjął decyzję o wybuchu III powstania śląskiego w dniu 3 maja 1921 r. 3 maja 1922 zweryfikowany został w stopniu podpułkownika ze starszeństwem z dniem 1 czerwca 1919 w korpusie oficerów zawodowych piechoty. W 1932 z tym samym starszeństwem zajmował 1 lokatę. Pozostawał wówczas w stanie nieczynnym. Wszedł do Sejmu z listy PSL „Piast” w 1922, a po rozłamie przeszedł do PSL „Wyzwolenie” i jego członkiem pozostawał do stycznia 1927. W latach 1923–1926 prowadził aktywną działalność polityczną na łamach „Kuriera Porannego” oraz „Głosu Prawdy”.
Od 20 stycznia 1927 do 13 kwietnia 1929 był ministrem poczt i telegrafów, z którego to stanowiska został odwołany w związku ze stwierdzonymi przez NIK defraudacjami w trakcie budowy gmachu Poczty Głównej w Gdyni. Nadużyć dokonywał protegowany przez Miedzińskiego na stanowisko dyrektora budowy, jego szkolny kolega, który już wcześniej dał się poznać jako oszust i szantażysta. Afera zastopowała polityczna karierę Miedzińskiego za życia Piłsudskiego. Józef Piłsudski uznał po tej aferze, że Miedziński do polityki się nie nadaje.
Od 1929 do 28 listopada 1938 redagował dziennik „Gazeta Polska”. Właśnie Miedzińskiemu udzielił Piłsudski cyklu wywiadów w latach 1928–1930 podczas kulminacji walki politycznej obozu rządowego z Centrolewem. W 1934 przejął koncern Prasa Polska SA, który w lutym 1935 przekształcił w koncern Dom Prasy SA. Posiadał też znaczne wpływy w innych koncernach prasowych.
Wszedł do Sejmu II, III i IV kadencji (1928–1938) z ramienia BBWR, był wicemarszałkiem Sejmu w latach 1935–1938, senatorem z nominacji Prezydenta RP i Marszałkiem Senatu w latach 1938–1939. Należał do współautorów deklaracji politycznej Obozu Zjednoczenia Narodowego. Zwolennik emigracji Żydów z Polski.
W okresie II RP został osadnikiem wojskowym w kolonii Lachowszczyzna (osada Suchowszczyzna, gmina Wysokie Litewskie).

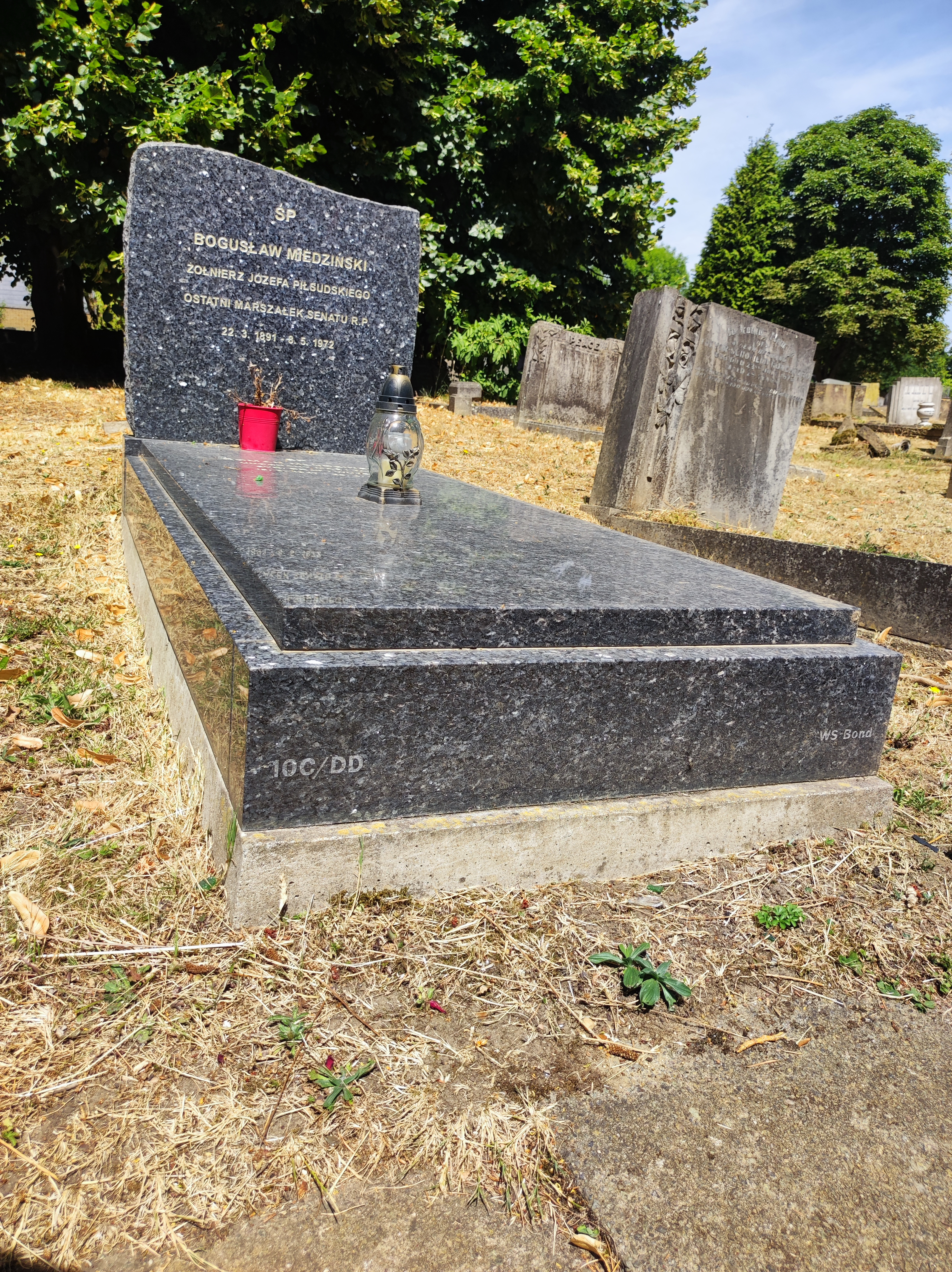
Grób Bogusława Miedzińskiego na Cmentarzu South Ealing w Londynie

Od września 1939, aż do śmierci, przebywał na emigracji, od 1941 na terenie Afryki Południowej, od 1947 w Anglii. Został pochowany na Cmentarzu South Ealing w Londynie (10 CDD).

## Życie prywatne
Jego pierwszą żoną była Janina z domu Stein, przed 1914 działająca we lwowskiej organizacji „Promień”.

## Ordery i odznaczenia
polskie
- Krzyż Srebrny Orderu Wojskowego Virtuti Militari nr 4933 (1921)[14],
- Krzyż Niepodległości z Mieczami (6 czerwca 1931)[15],
- Krzyż Oficerski Orderu Odrodzenia Polski (2 maja 1922)[16],
- Krzyż Walecznych (czterokrotnie),
- Krzyż na Śląskiej Wstędze Waleczności i Zasługi,
- Złoty Wawrzyn Akademicki (5 listopada 1935)[17],
- Złota Odznaka Honorowa L.O.P.P. I stopnia[18],

zagraniczne
- Medal za Waleczność (Austro-Węgry),
- Krzyż Komandorski z Gwiazdą Orderu Zasługi (Węgry)[19].

## Publikacje
- Polityka wschodnia Piłsudskiego, „Zeszyty Historyczne”, nr 31 (1975), s. 3–45 (wydane pośmiertnie na podstawie materiałów autora).